# كأس كولومبيا
كأس كولومبيا (بالإسبانية: Copa Colombia) ، هي بطولة رسمية لكرة القدم في كولومبيا ، أسسها الاتحاد الكولومبي لكرة القدم سنة 1950م، وتشارك فيه الأندية المرخصة من اتحاد الكرة الكولومبي.

## وصلة خارجية
- الموقع الرسمي باللغة الإسبانية
- Web de la Copa Águila
- Titulos Oficiales - Copa Colombia